# کویچ
کَوْیج (کُئیز) روستایی است که در استان اردبیل، شهرستان مشگین‌شهر، بخش مشکین شرقی، دهستان قره‌سو قرار دارد.

## جمعیت
بر اساس سرشماری سال ۱۳۸۵ جمعیت این روستا ۵۶۹ نفر با ۱۵۱ خانوار بوده‌است.